# Macromitrium savatieri
Macromitrium savatieri är en bladmossart som beskrevs av Bescherelle 1894. Macromitrium savatieri ingår i släktet Macromitrium och familjen Orthotrichaceae. Inga underarter finns listade i Catalogue of Life.